# Schleswig-Holsteinische Staatsschulden (1848–1852)
Die schleswig-holsteinischen Staatsschulden der Jahre 1848 bis 1851 dienten überwiegend der Finanzierung des Schleswig-Holsteinischen Krieges. Die Staatsanleihen wurden 1852 durch Dänemark für erloschen erklärt.

## Entstehung der Schulden
Die schleswig-holsteinische Erhebung führte am 22. März 1848 zur Bildung der Provisorischen Regierung. Die lokalen Behörden im Herzogtum Schleswig und Herzogtum Holstein erkannten die Autorität dieser Regierung an, so dass die Regierung über die Steuereinkünfte in den Herzogtümern verfügen konnte. Für den Aufbau der schleswig-holsteinischen Armee und die Führung des Krieges gegen Dänemark reichten diese Finanzmittel aber nicht aus. Die Provisorische Regierung führte daher eine Kriegssteuer ein, die mit später zu zahlenden Einkommensteuern verrechnet werden sollte.
Aufgrund der Waffenstillstandsabkommen von Malmö musste die Provisorische Regierung zurücktreten, und es wurde eine von Preußen und Dänemark gemeinsam eingesetzte Regierung gebildet. Diese Gemeinsame Regierung amtierte vom 23. Oktober 1848 bis zum 27. März 1849. Das Ende der Gemeinsamen Regierung war die Folge der Kündigung des Waffenstillstandsabkommens durch Dänemark vom Vortag.
Am 27. März 1849 übernahm die von der Provisorischen Zentralgewalt ernannte Statthalterschaft die Regierungsgeschäfte in Holstein. Im Gegensatz zum Herzogtum Schleswig war das Herzogtum Holstein Teil des Deutschen Bundes.
Der Krieg wurde nun fortgesetzt. Zur Finanzierung wurden 1849 und 1850 jeweils eine Zwangsanleihe begeben. Daneben nahm die Regierung 1850 eine freiwillige Anleihe im Inland und eine weitere im Ausland auf. 1850 folgte dann noch eine zweite Zwangsanleihe.
Eine weitere Quelle der Finanzierung waren die schleswig-holsteinischen Kassenscheine, also das ab dem 31. Juli 1848 ausgegebene Papiergeld des kurzlebigen Staates.

## Nach dem Zusammenbruch der Erhebung
Nach dem Sieg in der Schlacht bei Idstedt am 24. und 25. Juli 1850 erlangte Dänemark die volle Kontrolle über das Herzogtum Schleswig.  Die schleswig-holsteinische Armee wurde am 1. April 1851 aufgelöst, und Dänemark erhielt auch die Kontrolle über das Herzogtum Holstein zurück.
Zunächst einmal wurden die schleswig-holsteinischen Kassenscheine als gesetzliches Zahlungsmittel weiter verwendet. Auch wurden die Zwangsanleihen bis Anfang 1852 durch die dänischen Behörden bedient.
Mit Verordnungen vom 7. Juni 1852 erklärte der dänische König, die Anleihen nicht anerkennen zu wollen und keine Zahlungen auf diese mehr zu leisten. Im Herzogtum Schleswig wurden darüber hinaus die Kassenscheine für ungültig erklärt. Im Herzogtum Holstein sollten diese bis zu einer Entscheidung der  Holsteinischen Ständeversammlung zunächst weiter gelten.
Dem Untergang des selbständigen Staates Schleswig-Holstein war der Staatsbankrott gefolgt.